# Ramblin' Wreck

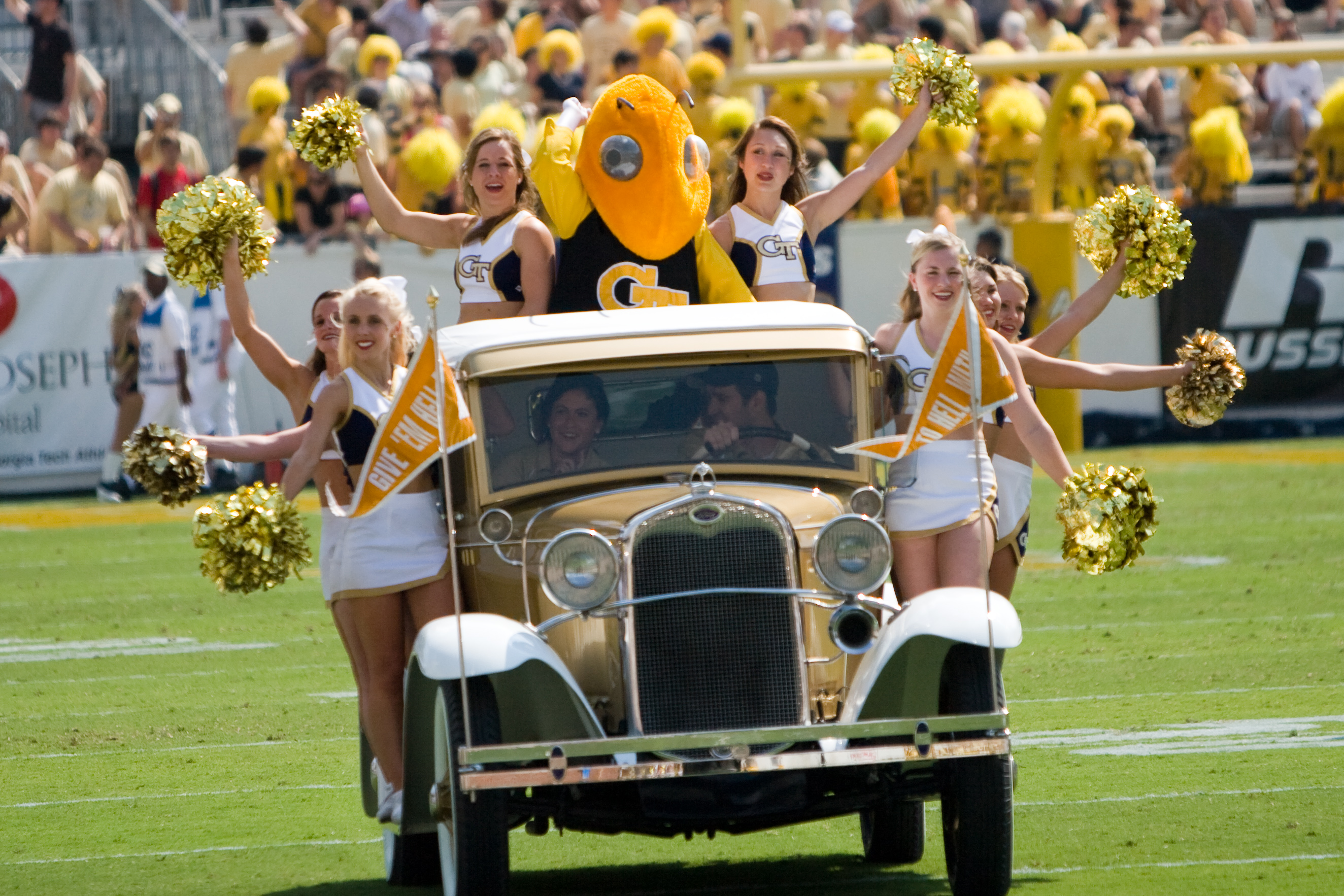
El Ramblin' Wreck paseando a unas porristas y a la mascota llamada "Buzz" en un partido de fútbol americano en contra de Samford en 2007.

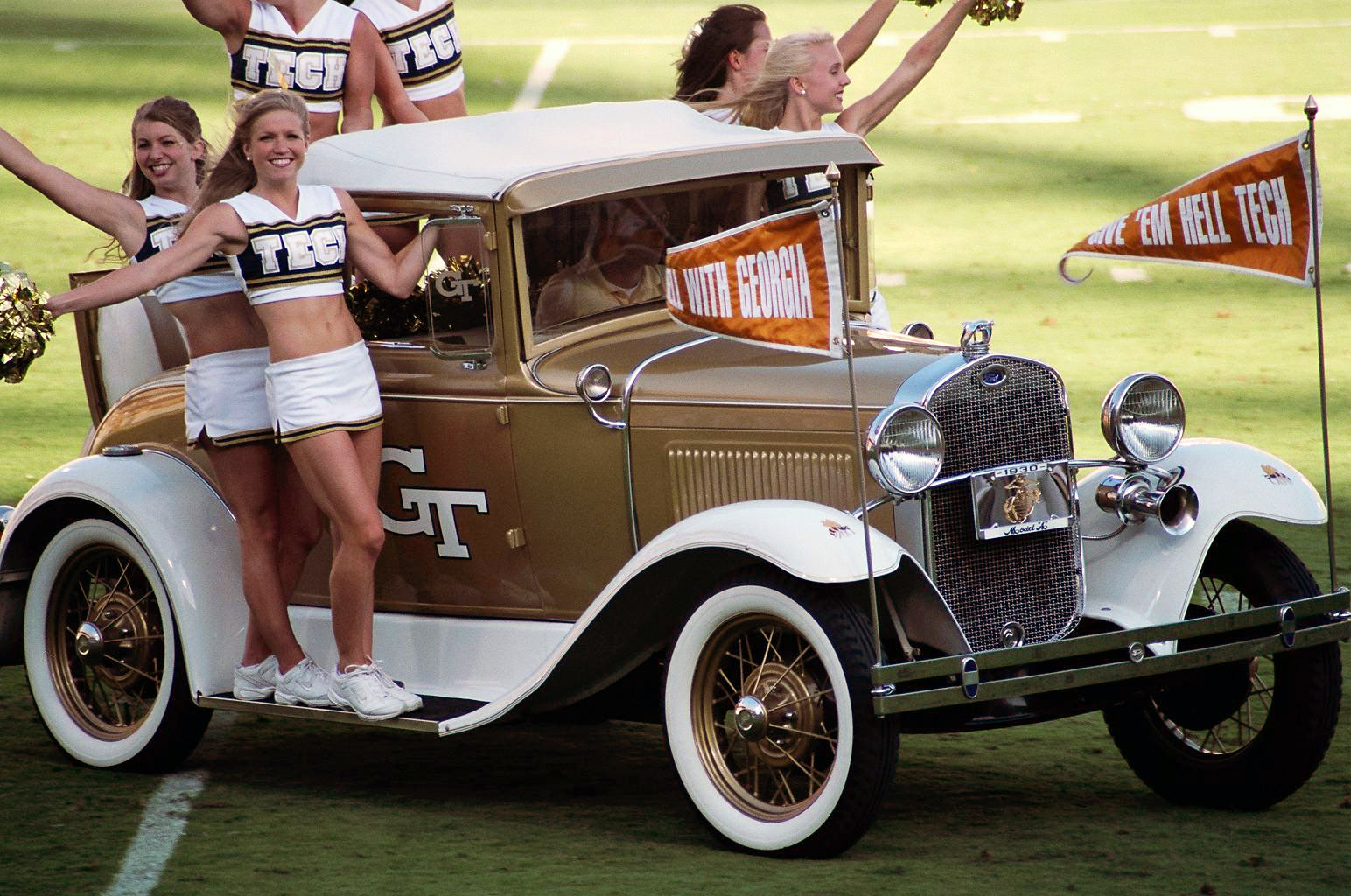
El Ramblin' Wreck dirigiendo a los Yellow Jackets hacia el campo de juego en contra de Maryland en 2006.

El vehículo llamado Ramblin' Wreck from Georgia Tech (una traducción aproximada sería la "Ruina Vagabunda del Tec de Georgia") es un cupé deportivo Ford Modelo A 1930, el cual sirve como la mascota oficial del cuerpo estudiantil del Instituto Tecnológico de Georgia. Este automóvil está presente en todos los eventos principales deportivos y estudiantiles. Su rol más notable es dirigir al equipo deportivo de fútbol americano de los Georgia Tech Yellow Jackets dentro del Bobby Dodd Stadium at Historic Grant Field, un deber que este vehículo ha realizado desde 1961. El Ramblin' Wreck es mantenido macánica y financieramente por un grupo estudiantil llamado Ramblin' Reck Club.
El primer Wreck fue un Ford Modelo T cuyo dueño fue una persona de nombre Dean Floyd Field. Hasta la adquisición del actual Wreck (fue donado) por parte del instituto en 1961, la mayor parte de los anteriores Ramblin' Wrecks eran propiedad de estudiantes o de personal facultativo. El moderno Wreck ha sido pintado en varias ocasiones y se le han hecho muchas restauraciones y modificaciones. dichos cambios fueron hechos por varias personas y distintas organizaciones a lo largo de los años, entre ellos el entrenador en jefe Bobby Dodd y un alumno que trabajaba en la planta ensambladora de la Ford Motor Company ubicada en Hapeville, Georgia. Desde 1987 la conservación y mantenimiento del Wreck ha sido solo responsabilidad del Ramblin' Reck; el chofer también pertenece a ese club.
El Ramblin' Wreck ha sido objeto de muchas bromas perpetradas por escuelas rivales; la Universidad de Tennessee en alguna ocasión realizó un cambio de pintura a ese vehículo el cual no fue solicitado, y la Universidad de Georgia ha robado al Wreck al menos en dos ocasiones. Varias réplicas o Wrecks "falsos" son propiedad del alumnado, o son usados solo para exhibición y no para correr. El Ramblin' Wreck oficial es único, ya que no existen sustitutos o reemplazos.